# Steffan Winkelhorst
Steffan Winkelhorst (* 6. Februar 1992 in Enschede, Overijssel) ist ein niederländischer Skirennläufer. Der dreifache niederländische Meister startet überwiegend in den technischen Disziplinen Riesenslalom und Slalom und nahm bereits zweimal an Weltmeisterschaften teil.

## Biografie
Steffan Winkelhorst begann im Alter von drei Jahren mit dem Skifahren. Mit neun Jahren trat er einem Skiverband bei und fasste den Beschluss einer Skikarriere. Nach einigen Juniorenerfolgen auf nationaler Ebene wurde er 2007 in die niederländische Nationalmannschaft aufgenommen. Als amtierender niederländischer Slalom-Meister gab er im Januar 2012 im Riesenslalom von Zell am See sein Europacup-Debüt. Im März desselben Jahres nahm er an den Juniorenweltmeisterschaften in Roccaraso teil und verzeichnete vier Starts, konnte sich jedoch nur als 44. im Riesenslalom klassieren. Bei seiner zweiten JWM-Teilnahme am Mont Sainte-Anne schied er sowohl im Riesenslalom als auch im Slalom aus.
Noch ohne Weltcup-Erfahrung startete er im Februar 2013 in Schladming bei seinen ersten Weltmeisterschaften. Im Super-G erreichte er Rang 59, in den technischen Disziplinen kam er erneut nicht ins Ziel. Am Ende der Saison feierte er in Courchevel seinen ersten internationalen Sieg in einem FIS-Slalom.
Nach erfolgreichem Sommertraining in Argentinien zog er sich Ende des Jahres einen Kreuzbandriss zu. Aufgrund von Umstrukturierungen im niederländischen Verband musste er beim Comeback eine Zeit lang mit dem deutschen Nationalteam trainieren. Ende des Jahres 2014 gewann er erstmals die nationale Meisterschaften in der Halle, fand jedoch im Lauf der Saison keine Motivation weiterzumachen und beendete seine Karriere vorläufig.
Nachdem er die komplette Saison 2015/16 ausgelassen und sich auf sein Studium konzentriert hatte, feierte er in der Skihalle ein Comeback und gewann abermals die nationalen Indoor-Meisterschaften. Am 22. Dezember 2016 gab er im Slalom von Madonna di Campiglio sein Weltcup-Debüt und startet seither sporadisch in dieser Disziplin. Er geht nach wie vor hauptsächlich im Europacup an den Start, in dem er sich bislang sechs Mal unter den besten 20 platzieren konnte.
Im Februar 2017 bestritt er in St. Moritz seine zweiten Weltmeisterschaften und belegte die Ränge 41 und 42 in Riesenslalom und Slalom.
Im folgenden Sommer nahm er an allen Technikrennen des Australian New Zealand Cup teil und belegte einmal einen zweiten Rang.
Ende Februar 2018 kürte er sich in St. Johann im Pongau zum zweifachen niederländischen Meister in Riesenslalom und Slalom.
Winkelhorst lebt in Haaksbergen.

## Erfolge

### Weltmeisterschaften
- Schladming 2013: 59. Super-G
- St. Moritz 2017: 41. Riesenslalom, 42. Slalom

### Europacup
- 6 Platzierungen unter den besten 20

### Australian New Zealand Cup
- Saison 2017: 5. Gesamtwertung, 3. Slalomwertung
- Saison 2018: 5. Gesamtwertung, 2. Slalomwertung
- 3 Podestplätze, davon 1 Sieg:

| Datum           | Ort          | Land       | Disziplin |
| --------------- | ------------ | ---------- | --------- |
| 23. August 2018 | Mount Hotham | Australien | Slalom    |

### Juniorenweltmeisterschaften
- Roccaraso 2012: 44. Riesenslalom

### Weitere Erfolge
- 3 niederländische Meistertitel (Slalom 2011 und 2018, Riesenslalom 2018)
- 3 niederländische Hallen-Meistertitel (Slalom 2014, 2016 und 2017)
- Sieg bei den belgischen Meisterschaften im Slalom 2017
- Sieg bei den britischen Jugendmeisterschaften im Slalom 2013
- 3 Siege in FIS-Rennen